# Orquestra Filarmônica de Israel
A Orquestra Filarmônica de Israel(hebraico: התזמורת הפילהרמונית הישראלית, ha-Tizmoret ha-Filharmonit ha-Yisre'elit) é uma orquestra sinfônica de Israel. Foi originalmente fundada como Orquestra Palestina.

## História
A Filarmônica foi fundada pelo violinista Bronisław Huberman em 1936, no período em que muitos músicos judeus foram expulsos das orquestras europeias. O concerto inaugural ocorreu em Tel Aviv, dia 26 de dezembro de 1936, sob a regência de Arturo Toscanini. Em 1968 a Filarmônica recebeu o Prêmio de Israel, de música, tornando-se a primeira organização a tal honraria.

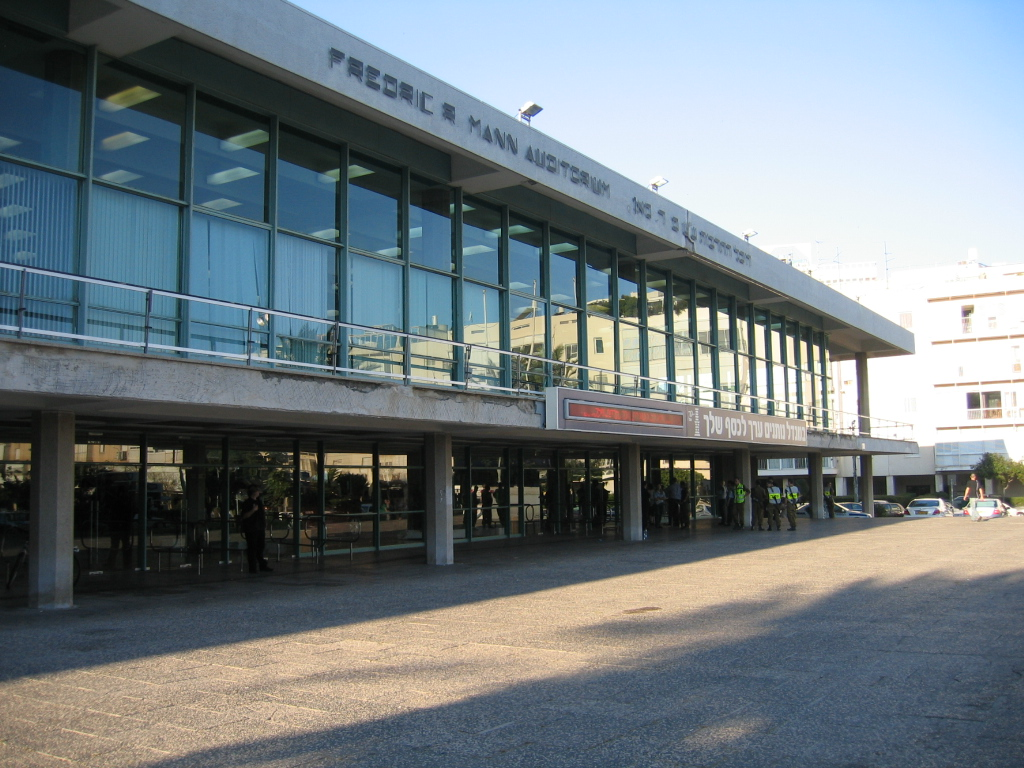
Fredric R. Mann Auditorium, sede da Filarmônica de Israel.

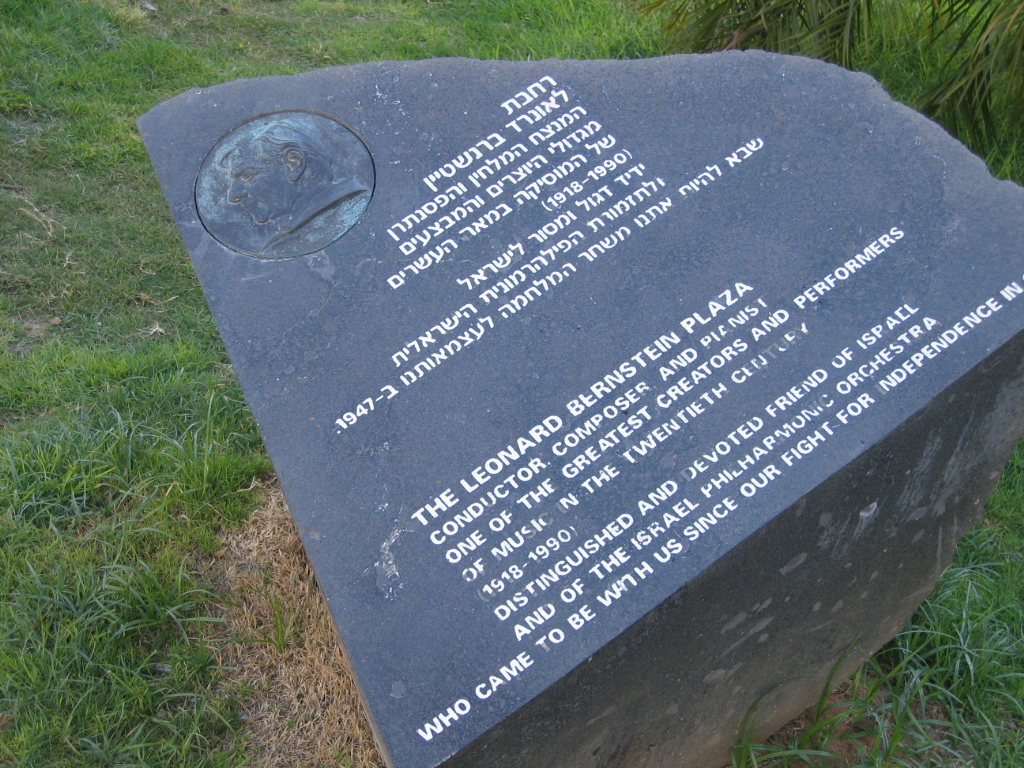
A Leonard Bernstein Plaza, em frente ao Fredric R. Mann Auditorium.

A Filarmônica realiza turnê frequentemente e é regida por grandes maestros. Particularmente associada com o maestro Zubin Mehta e Leonard Bernstein, quando esse ainda era vivo. Bernstein começou a apresentar-se com a orquestra em 1947 e em 1988 foi nomeado o Maestro Laureado, permanecendo no posto até sua morte, em 1990. Mehta começou a servir como Músico Adjunto em 1968. A Filarmônica nunca teve um Diretor Musical formal, mas os Músicos Adjuntos, até 1977, quando Mehta foi apontado como Diretor Musical. Em 1981 seu título foi elevado para Diretor Musical Vitalício. Kurt Masur é o Maestro Convidado Honorário da orquestra, um título que recebeu em 1992. Yoel Levi é o Maestro Convidado Residente.
Com Mehta, a Filarmônica fez diversas gravações para a Decca. Sob a batuta de Bernstein, a Filarmônica gravou seus trabalhos e de Igor Stravinsky. 
Os trabalhos mais intepretados pela orquestra são os de Ludwig van Beethoven, Wolfgang Amadeus Mozart, Johannes Brahms, Felix Mendelssohn e de Antonín Dvorák. O concerto inicial da chamada Orquestra Palestina em dezembro de 1936, conduzidos por Toscanini, continha trabalhos de Richard Wagner, mas depois da Noite dos Cristais, em novembro de 1938, a orquestra baniu, de fato, os trabalhos de Richard Wagner, pelo fato do compositor ser antissemita e associado a Alemanha Nazi.
A Filarmônica de Israel está sediada no Fredric R. Mann Auditorium (em hebraico: "Hichal Hatarbot"), na cidade de Tel-Aviv.

## Músicos Adjuntos / Diretores Musicais
- Zubin Mehta (1968) (Músico Adjunto de 1968 a 1977)
- Jean Martinon (1957 - 1959)
- Bernardino Molinari
- Paul Paray (1949 - 1951)
- Leonard Bernstein (1947 - 1949; Maestro Laureado 1988 - 1990)
- William Steinberg (1936 - 1938)